# Example
Example, pseudonimo di Elliot John Gleave (Londra, 20 giugno 1982), è un cantante e rapper britannico prodotto da Data Records.

## Carriera
Il suo nome d'arte è nato dalle sue iniziali E.G., che è l'abbreviazione della frase latina exempli gratia, che significa for example (per esempio). Ha raggiunto un enorme successo nel Regno Unito portando molti singoli e collaborazioni nella classifica.
Ha collaborato anche con Lily Allen, seguendola durante la sua tournée inglese composta da 17 date, terminata il 17 dicembre 2011 alla Brixton Academy di Londra e vanta una collaborazione con il famoso duo inglese Pet Shop Boys nel loro album del 2013 Electric.

## Discografia

### Album in studio
- 2007 - What We Made
- 2010 - Won't Go Quietly
- 2011 - Playing in the Shadows
- 2012 - The Evolution of Man
- 2014 - Live Life Living
- 2018 - Bangers & Ballads
- 2020 - Some Nights Last for Days

### Singoli
- 2009 - Watch The Sun Come Up
- 2009 - Won't Go Quietly
- 2010 - Two Lives
- 2010 - Last Ones Standing
- 2010 - Kickstarts
- 2011 - Changed the Way You Kiss Me
- 2011 - Stay Awake
- 2011 - Midnight Run
- 2012 - Say Nothing
- 2012 - Close Enemies
- 2013 - Perfect Replacement
- 2013 - All the Wrong Places
- 2014 - Kids Again
- 2014 - One More Day (Stay With Me)
- 2014 - 10 Million People
- 2016 - Later
- 2019 - All Night
- 2019 - Click

### Collaborazioni
- 2009 - Hooligans (Don Diablo feat. Example)
- 2010 - Monster (Professor Green feat. Example)
- 2011 - Unorthodox (Wretch 32 feat. Example)
- 2011 - Shot Yourself in the Foot Again (Skream feat. Example)
- 2011 - Natural Disaster (Laidback Luke vs. Example)
- 2012 - Daydreamer (Flux Pavillion feat. Example)
- 2012 - Throw It All Away (Ed Sheeran feat. Example)
- 2012 - We'll Be Coming Back (Calvin Harris feat. Example)
- 2013 - Thursday (Pet Shop Boys feat. Example) (album Electric)

### Singoli promozionali
- 2011 - The Way
- 2011 - Microphone
- 2011 - Never Had a Day
- 2011 - Wrong in the Head
- 2011 - Skies Don't Lie
- 2011 - Under the influence
- 2011 - Lying to Yourself
- 2011 - Anything